# Sankt Blasen
Sankt Blasen är en ort i kommunen Sankt Lambrecht i distriktet Murau i förbundslandet Steiermark i Österrike. Sankt Blasen var tidigare en självständig kommun, men blev den 1 januari 2015 en del av kommunen Sankt Lambrecht.